# أدريان ماريك
أدريان ماريك (بالبولندية: Adrian Marek) (12 أكتوبر 1987 بدابروفا غورنيزا في بولندا - ) هو لاعب كرة قدم بولندي في مركز الدفاع. شارك مع منتخب بولندا تحت 20 سنة لكرة القدم ومنتخب بولندا تحت 21 سنة لكرة القدم. أما مع النوادي، فقد لعب مع زاغليبي سوسنويتش وOdra Wodzisław Śląski ‏ وWarta Zawiercie (football) ‏.

## وصلات خارجية
- أدريان ماريك على موقع الاتحاد الدولي (مؤرشف)  (الإنجليزية)
- أدريان ماريك على موقع قاعدة بيانات كرة القدم.إي يو (الإنجليزية)